# 马肯森级大巡洋舰
马肯森级大巡洋舰（德語：Große Kreuzer der Mackensen-Klasse）是德国设计建造的一种战列巡洋舰。
马肯森级大巡洋舰在德夫林格级大巡洋舰的基础上放大舰体，设计排水量31,000吨，最大排水量35,300吨，装备8门全新设计的350毫米/45倍口径主炮，为了补偿主炮塔增加的重量带来的重心上移，副炮安装位置下移了一层甲板。动力装置最大输出功率85,000马力，航速达到28节。

该级舰计划建造四艘：馬肯森號、施佩伯爵號、埃特尔·腓特烈亲王号、俾斯麦首爵号（建造代号为A代舰）。马肯森号与施佩伯爵号于1917年下水，但是因为战争的影响，全部未能完工（协约国方面并不知情，但在第一次世界大战结束后的德国战舰引渡名单上，马肯森号仍然位列其上）。在1921年到1922年期间解体。